# Musée de la musique
Il Musée de la musique (Museo della musica), che ha aperto i battenti nel 1997, fa parte della Cité de la musique, insieme di istituzioni dedicate alla musica e situate all'interno del parco de La Villette, nel XIX arrondissement di Parigi. È molto vicina alla stazione del Metro Porte de Pantin.

## Collezione permanente
Il museo presenta una collezione di numerosi strumenti musicali raccolti dal Conservatoire national supérieur de musique et de danse de Paris. Si tratta essenzialmente di strumenti di musica classica e popolare dal XVII secolo ad oggi: liuti, arciliuti, violini italiani (Stradivari, Guarnieri, Amati), clavicembali francesi, fiamminghi, italiani, pianoforti francesi di Erard e di Pleyel, strumenti a fiato, a percussione, ecc.
L'esposizione si svolge su più piani, ogni piano è dedicato ad un secolo a partire dal XVII; gli strumenti, raggruppati per famiglia, sono esposti in grandi teche di vetro. Il visitatore viene fornito all'ingresso del museo di una coppia di cuffie che incorporano una piccola radioricevente: avvicinandosi a breve distanza da ogni teca, si ascolta una breve descrizione degli strumenti esposti nella teca ed al termine viene trasmesso un breve brano (quasi sempre famoso) nel quale lo strumento principale in esposizione gioca un ruolo di primo piano o comunque molto importante. La trasmissione, che dura pochi minuti, avviene in continuo, cioè appena terminata, riparte dall'inizio.

## Galleria d'immagini

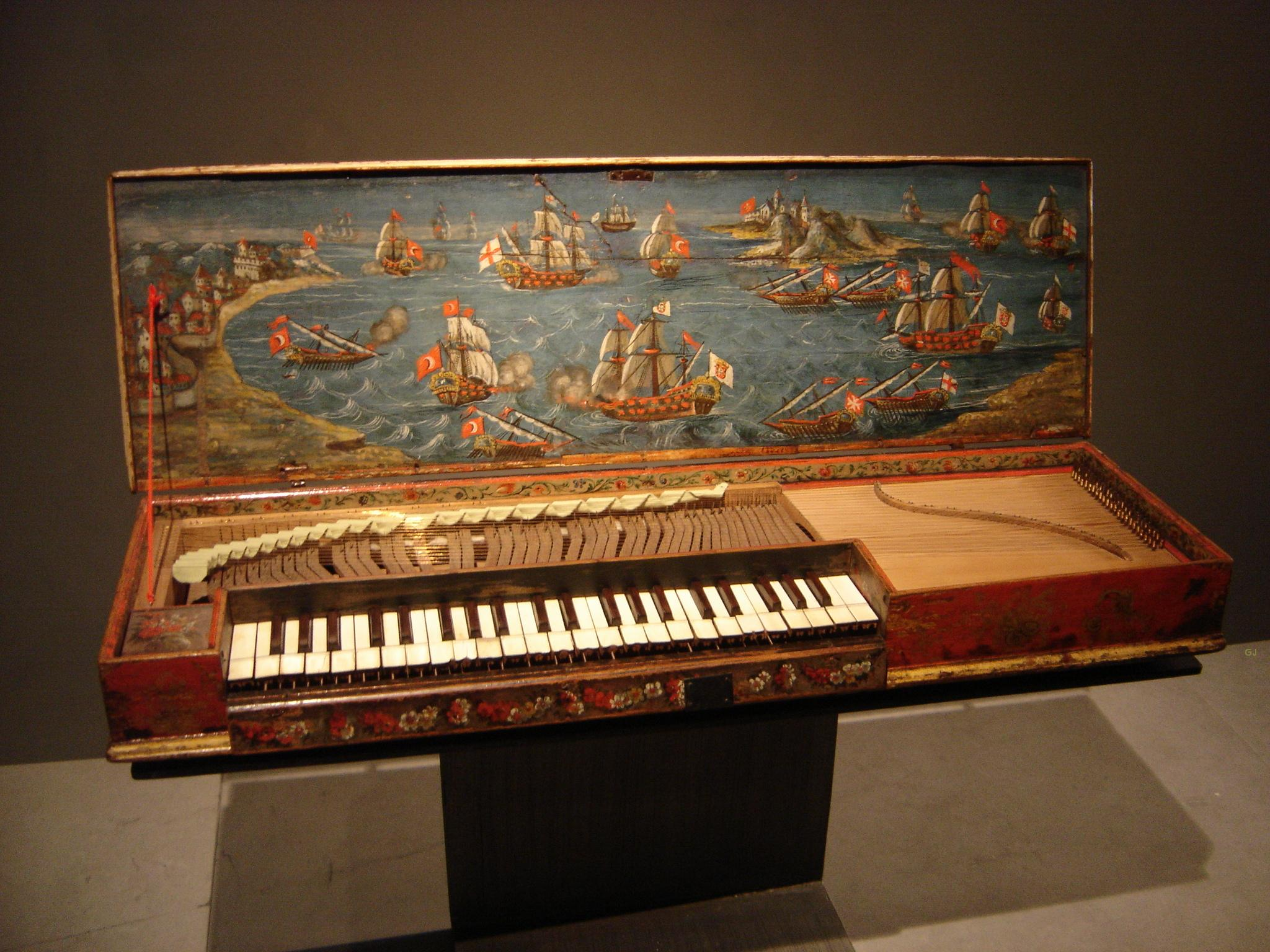
Clavicorde detto "di Lepanto", XVI secolo, Italia
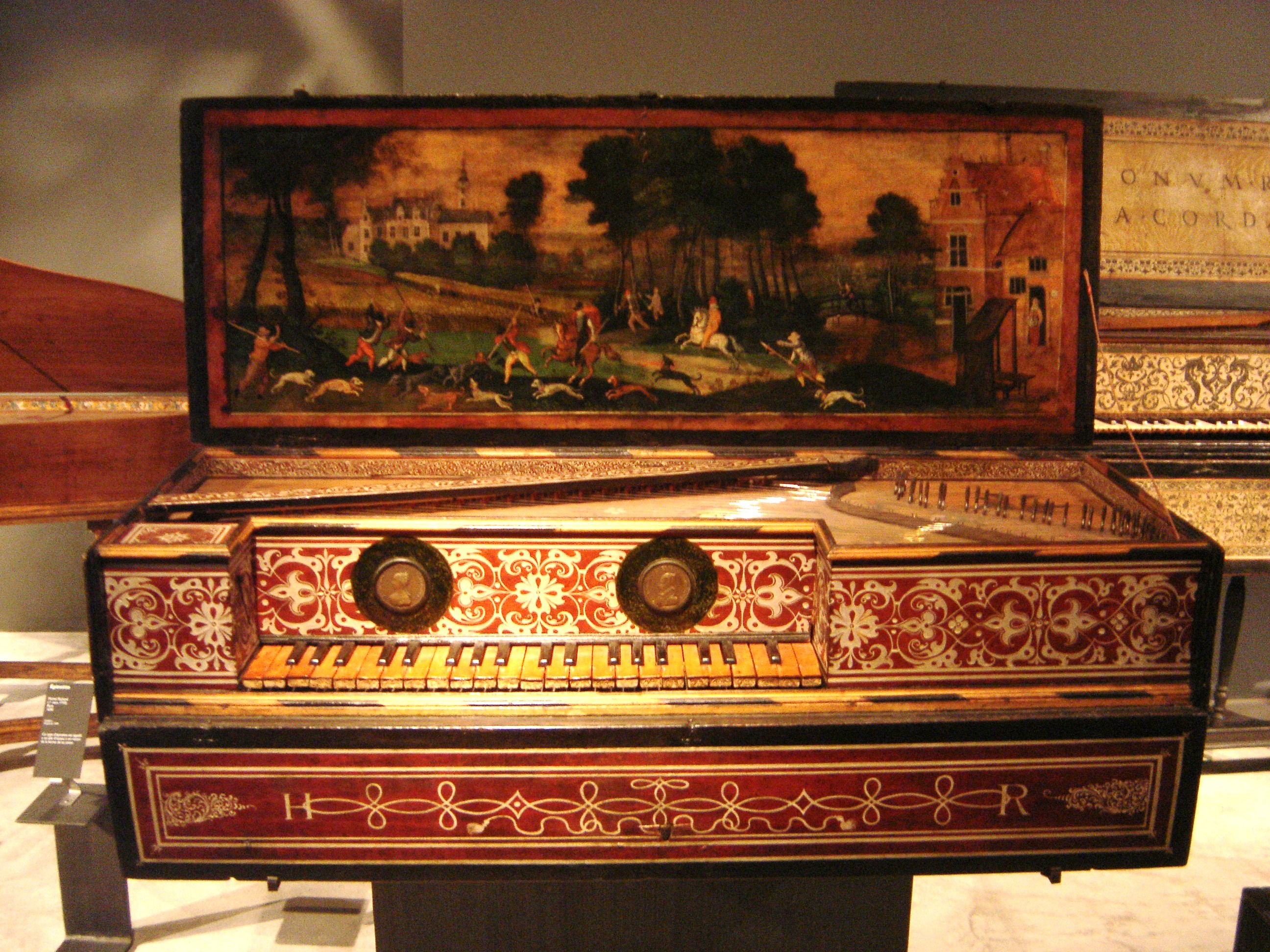
Virginale Hans Ruckers, 1583, Anversa
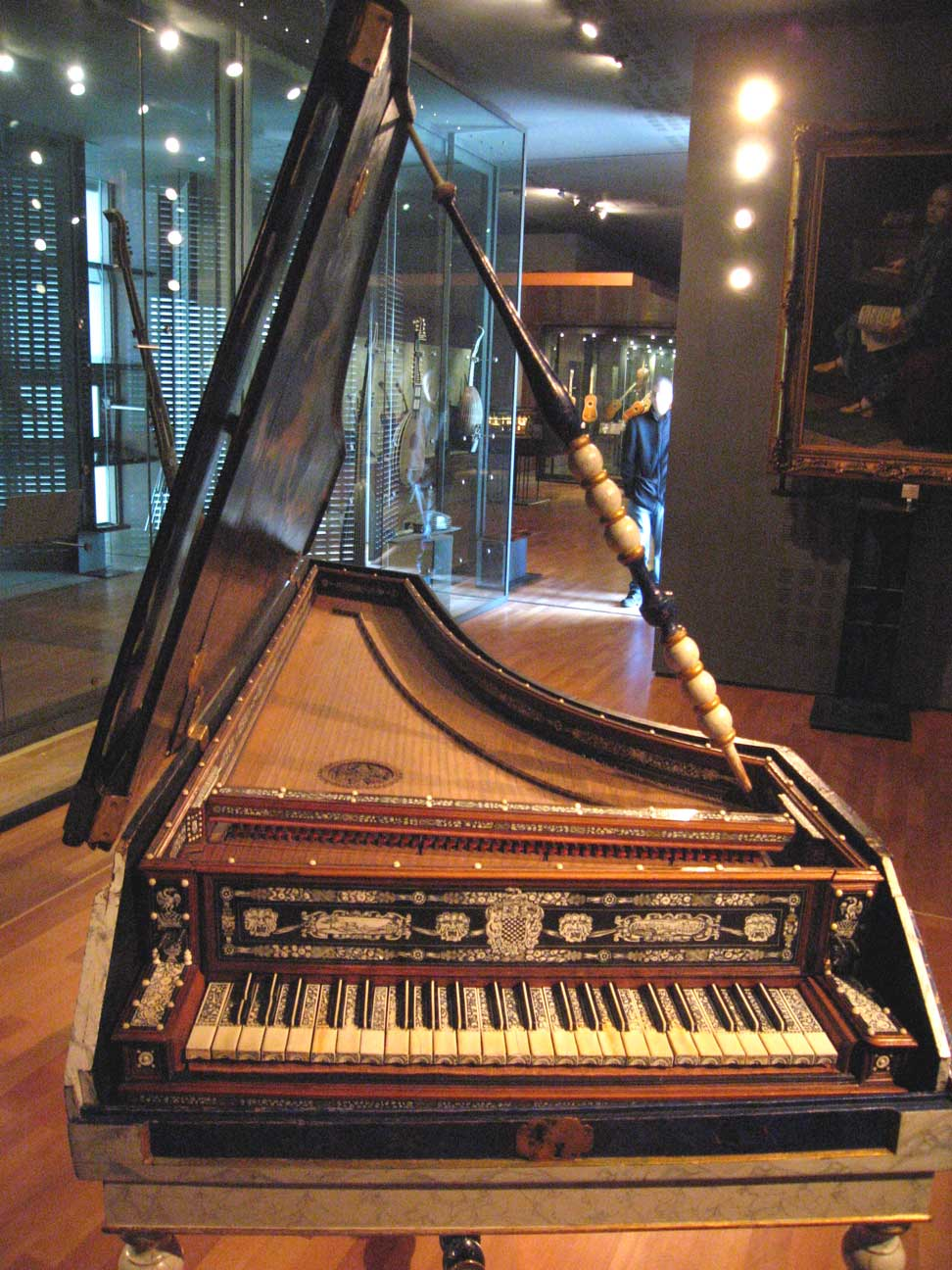
Clavicembalo, 1677, Bologna, Italia
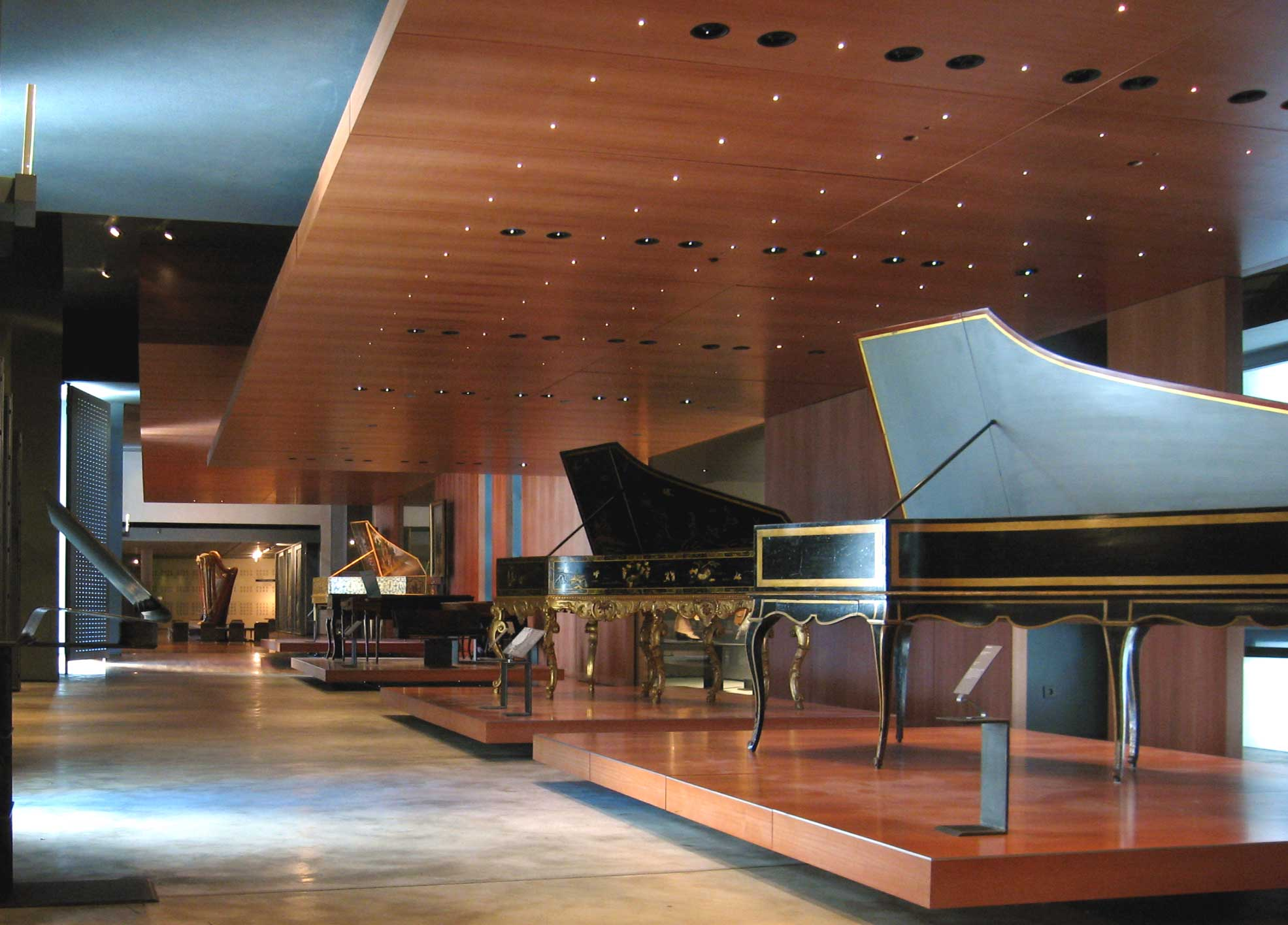
Clavicembali della seconda metà del XVIII secolo
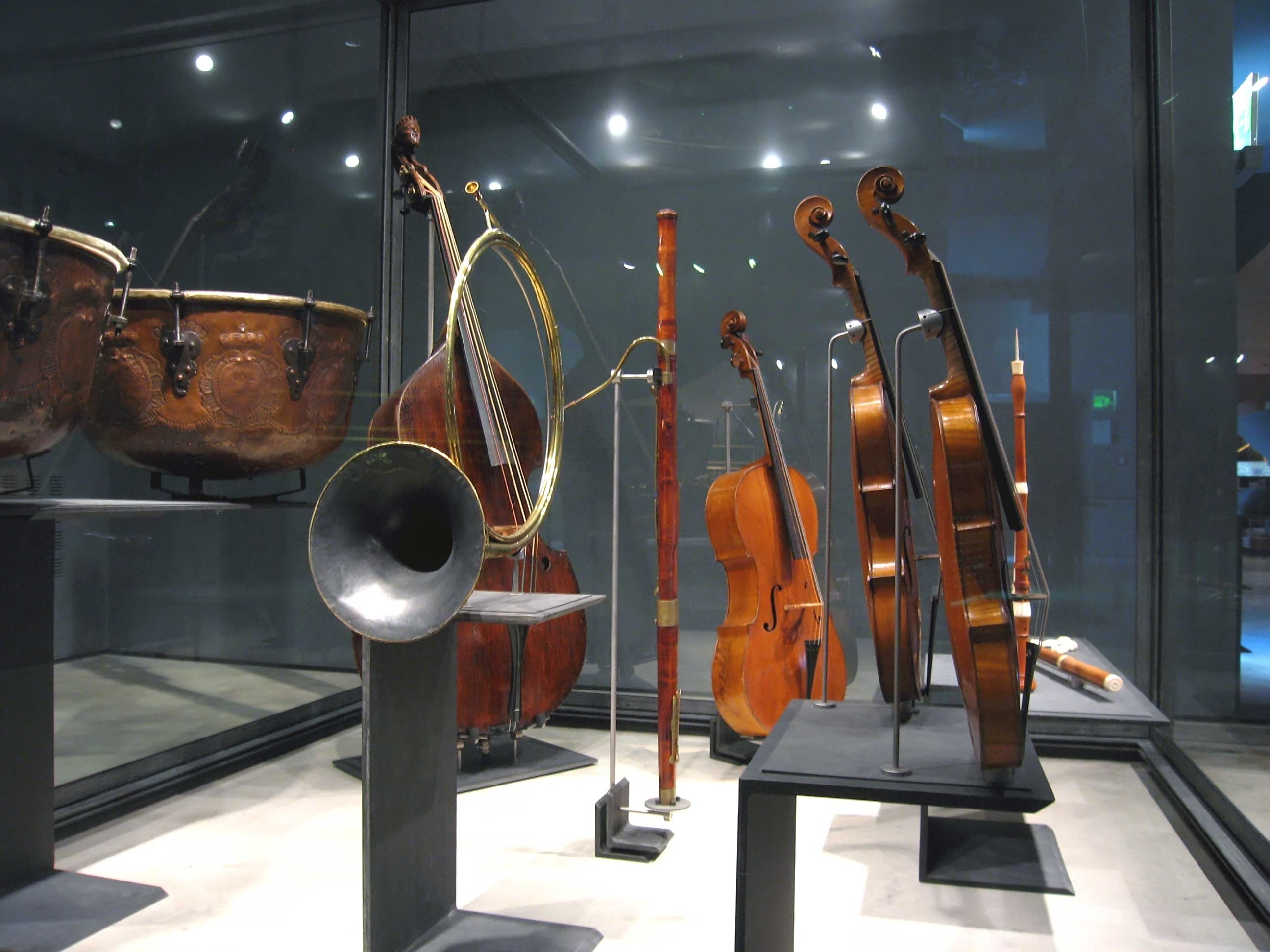
Strumenti del XVIII secolo fra i quali trombe da caccia di Carlin
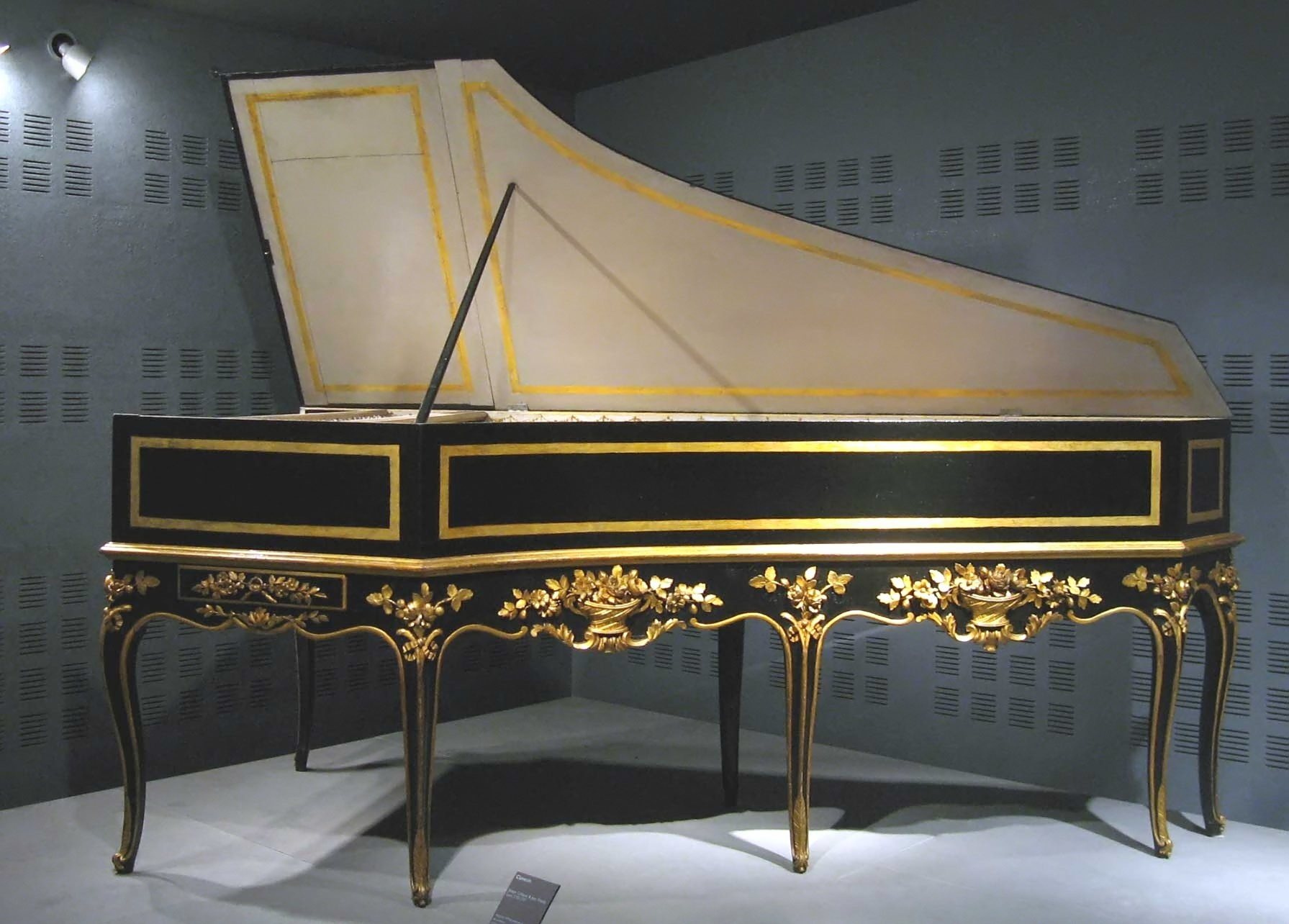
Clavicembalo di Joseph Collesse e Jean Franky del XVIII secolo
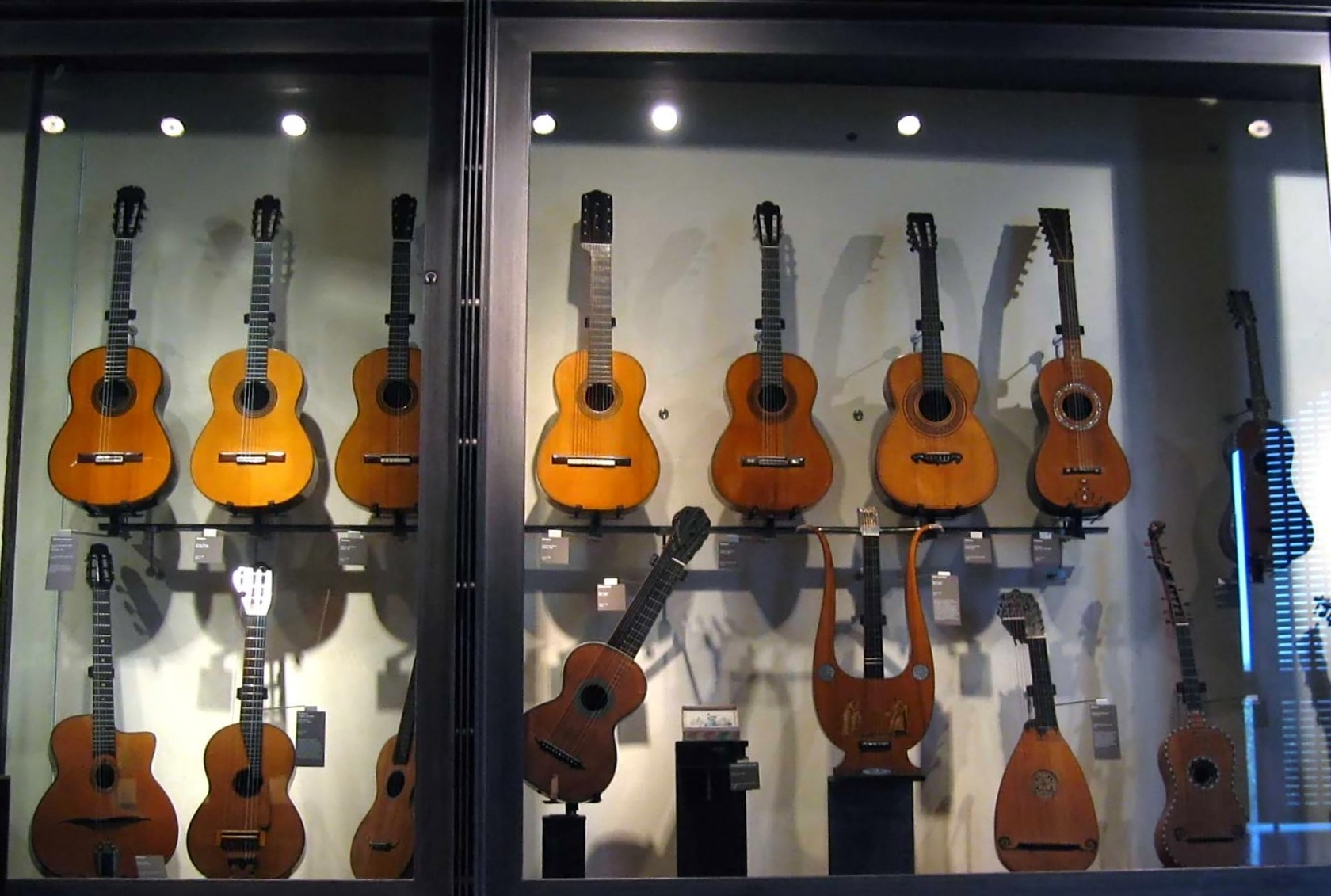
Chitarre e liuti
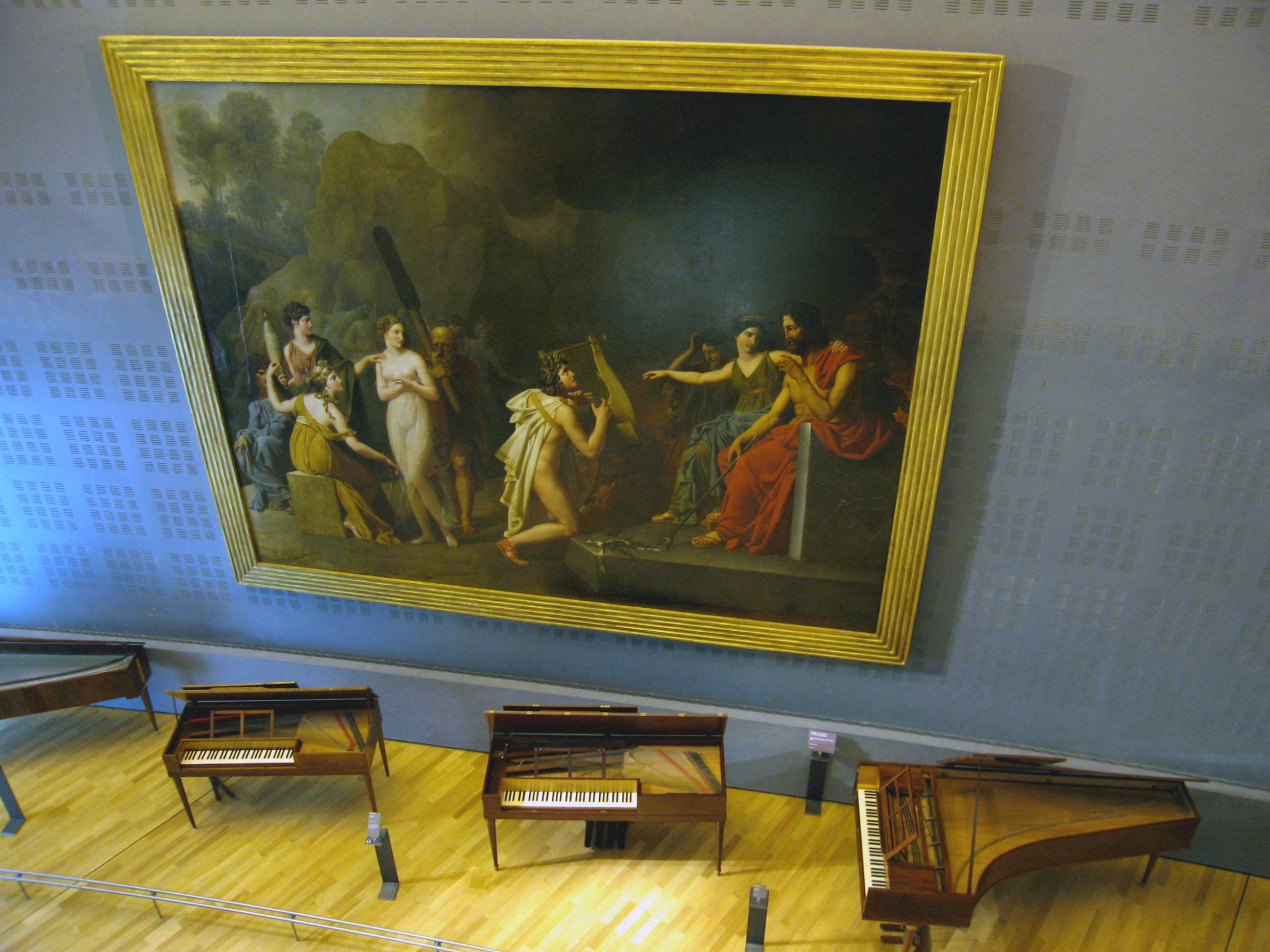
Pianoforte d'inizio '800
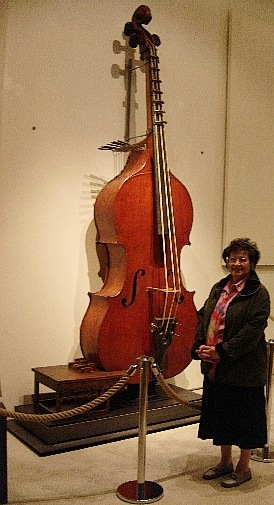
Ottobasso JB Vuillaume del XIX secolo
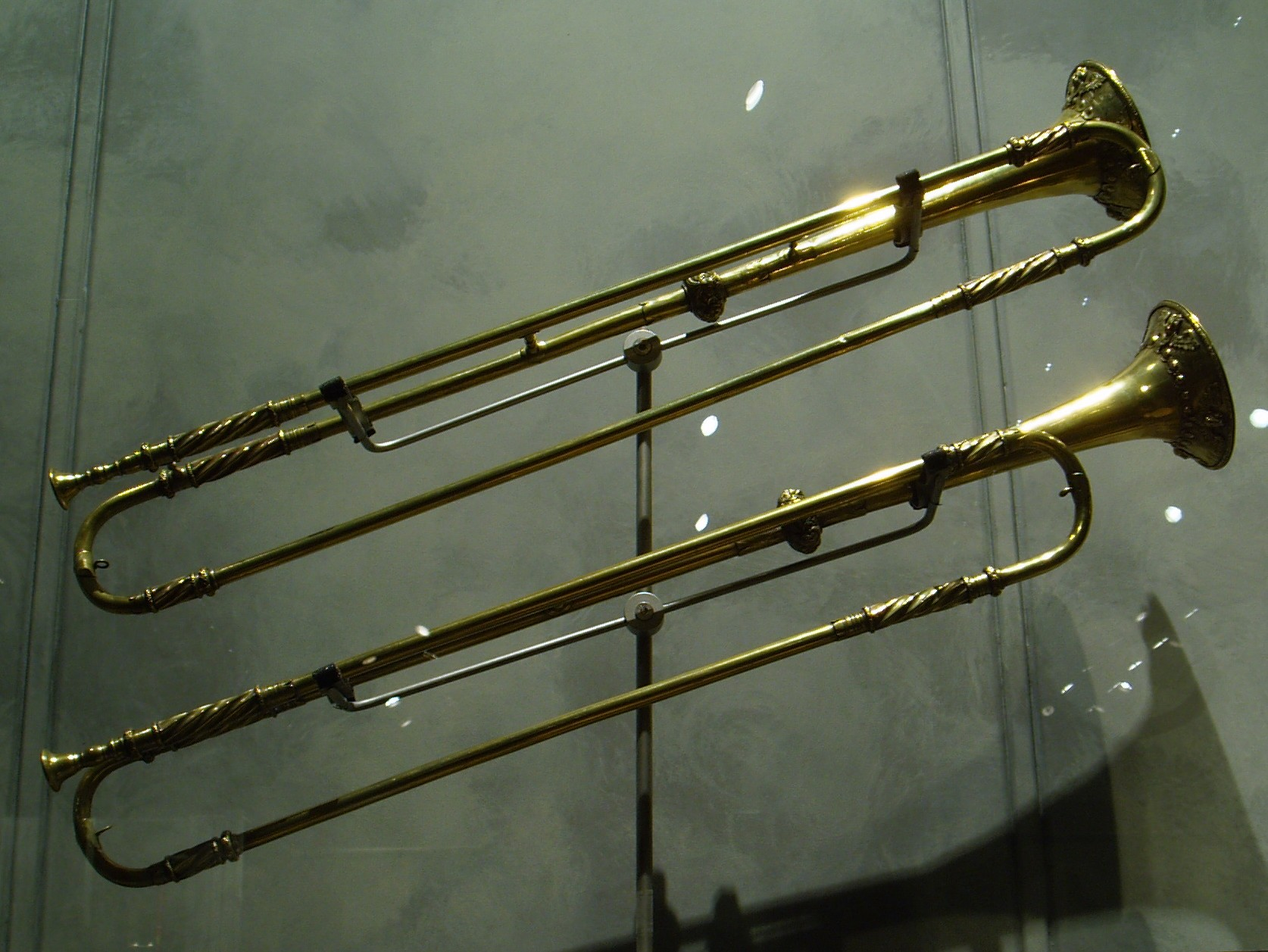
Trombe barocche di Johann Wilhelm Haas, Norimberga, 1671.